# Summer 2019
Summer 2019 – letnia trasa koncertowa Kylie Minogue, która odbyła się w 2019.

## Program koncertów
Nie na wszystkich koncertach trasy setlista była taka sama.
Akt 1:
1. "Love at First Sight"
2. "I Should Be So Lucky"
3. "On a Night Like This"
4. "Get Outta My Way"
5. "What Do I Have to Do"
6. "Never Too Late"

Akt 2:
1. "Je ne sais pas porquoi"
2. "Hand on Your Heart"
3. "In Your Eyes"
4. "The One"

Akt 3:
1. "Slow" (z fragmentem "Fashion")
2. "Confide in Me"
3. "Kids"
4. "Can't Get You Out of My Head"

Akt 4:
1. "Especially for You"
2. "Shocked"
3. "Step Back in Time"
4. "Better the Devil You Know"
5. "The Loco-Motion" (z fragmentem "Bad Girls")
6. "All the Lovers"

Bisy:
1. "Dancing"
2. "Spinning Around"

Dodatkowo:
1. "Where the Wild Roses Grow" (z Nickiem Cavem na Glastonbury Festival)
2. "Your Disco Need You" (Brighton)

## Koncerty trasy
1. 20 czerwca 2019 – Kingston, Anglia – Hampton Court Palace (Hampton Court Palace Festival)
2. 21 czerwca 2019 – Kingston, Anglia – Hampton Court Palace (Hampton Court Palace Festival)
3. 23 czerwca 2019 – Blenheim, Anglia – Blenheim Palace
4. 28 czerwca 2019 – Werchter, Belgia – Werchterpark (Werchter Festival)
5. 30 czerwca 2019 – Pilton, Anglia – Worthy Farm (Glastonbury Festival)
6. 2 lipca 2019 – St Austell, Anglia – Eden Project
7. 3 lipca 2019 – St Austell, Anglia – Eden Project
8. 5 lipca 2019 – Gdynia, Polska – Lotnisko Kossakowo (Open’er Festival)
9. 6 lipca 2019 – Barcelona, Hiszpania – Parc dél Forum (Festival Cruilla)
10. 11 lipca 2019 – Manchester, Anglia – Castlefield Bowl
11. 12 lipca 2019 – Lytham St Anne, Anglia – Proms Arena (Lytham Festival)
12. 14 lipca 2019 – Edynburg, Szkocja – Zamek w Edynburgu
13. 15 lipca 2019 – Edynburg, Szkocja - Zamek w Edynburgu
14. 1 sierpnia 2019 – Scarborough, Anglia – Scarborough Open Air Theatre
15. 3 sierpnia 2019 – Brighton, Anglia – Brighton Park